# Wilhelm Hansen (ingenjör)
Fredrik Wilhelm Hansen, född 22 juni 1862 i Stockholm, död 26 oktober 1929, var en svensk väg- och vattenbyggnadsingenjör.

## Biografi

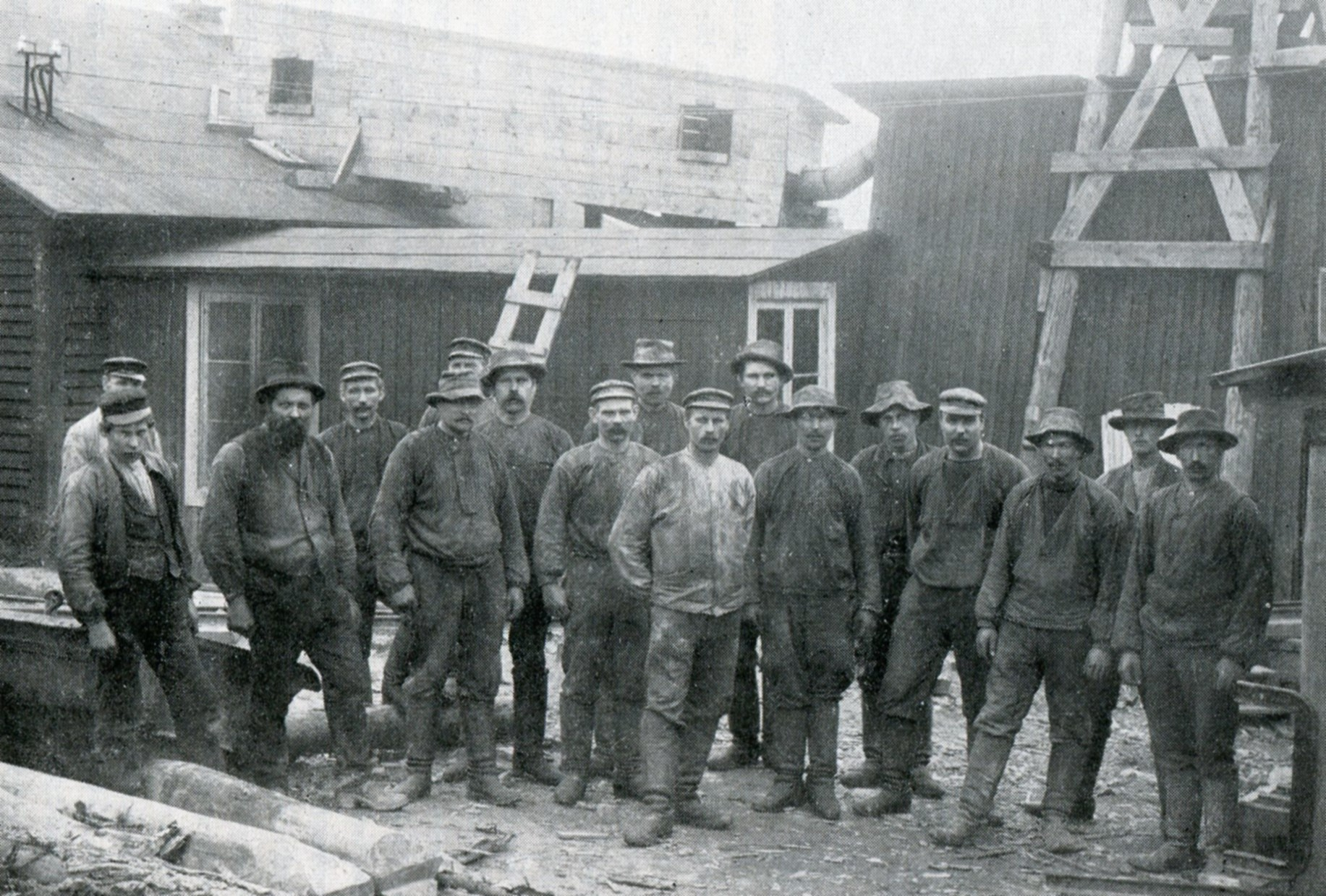
Arbetare vid Norsborgs vattenverk 1903.

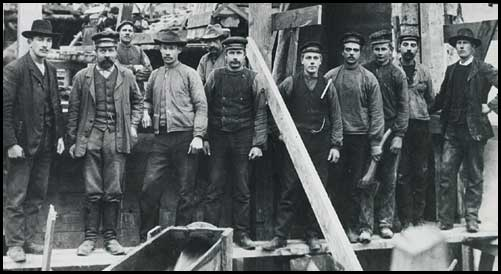
Kraftkanalen byggs för Olidans kraftstation, omkring 1908.

Hansen blev student 1878. Efter examen vid Kungliga tekniska högskolan 1882 blev han 1888 löjtnant i Väg- och vattenbyggnadskåren, där han avancerade till major (1905) och fick överstes avsked 1908. Hansen ägnade sig från början åt vattenledningstekniken, var 1882–1886 biträdande ingenjör vid Stockholms vattenledningsarbeten, 1886–1888 arbetschef för anläggande av vatten- och avloppsledningar i Västerås, 1888–1894 ingenjör vid Stockholms vattenledning, 1894–1897 arbetschef och 1897–1905 förste ingenjör i samma stad, under Hansens ledning planlades och utfördes Stockholms nya vattenverk vid Norsborg, Norsborgs vattenverk.
Samtidigt var Hansen 1894–1896 tillfällig och 1896-1899 ordinarie brandinspektör vid Stockholms stads brandförsäkringskontor. Vid sidan av sin verksamhet i Stockholm var Hansen sedan 1898 verkställande direktör för Nya Trollhätte kanalbolag och övergick vid statens inköp av kanalen 1904 i statens tjänst först som tillfällig direktör vid Trollhätte kanal- och vattenverk, efter 1905 som verkställande direktör och ledamot av styrelsen för samma verk.
I denna egenskap förde Hansen projektering och utförande av statens kraftverk vid Trollhättan, som nu nalkas sin fullbordan, även projekteringen av Trollhätte kanalsombyggnad. År 1908 utnämndes han till vattenfallsdirektör och ordförande i Kungliga Vattenfallsstyrelsen, som med 1909 började sin verksamhet. Han innehade denna befattning fram till 1928, varav de sista två åren såsom Vattenfalls förste generaldirektör.
Hansen var sedan 1906 svenska statens ombud i Internationella föreningens för sjöfartskongresser permanenta utskott i Bryssel. Han var 1907–1908 ledamot av kommittén för granskning av förslag till ny sluss och farled genom Hammarby sjö, var ledamot av Göteborgs hamnstyrelse och har på privat uppdrag projekterat och övervakat utförande av speciellt vatten- och avloppsledningar för olika städer.
Hansen ledde arbetena dels med att färdigställa Olidans vattenkraftverk, taget i drift 1910, dels konstruktionen av den nya kanalleden i Trollhättan, invigd 1916. Företog inför dessa projekt resor till Amerika för att studera Niagarafallens reglering samt till England, med Manchesterkanalen som studieobjekt.  Hansen blev tillsatt som ordförande för Lidingöbrostyrelsen av Kungl. Maj:t när "gamla" Lidingöbron skulle byggas som blev klar 1925. Ett minnesmärke restes 1992 i Trollhättan invid Strömkarlsbron.

## Utmärkelser
- Kommendör med stora korset av Nordstjärneorden, 15 september 1921.[5]
- Riddare av Nordstjärneorden, 1904.[6]
- Kommendör av första klassen av Vasaorden, 8 februari 1915.[7]
- Kommendör av andra klassen av Vasaorden, 5 juni 1909.[8]
- Storofficer av Nederländska Oranien-Nassauorden, tidigast 1921 och senast 1925.[9][10]
- Kommendör av första klassen av Norska Sankt Olavs orden, tidigast 1921 och senast 1925.[9][10]
- Riddare av andra klassen av Preussiska Röda örns orden, senast 1915.[11]

## Skrifter (urval)
- Statistisk sammanställning öfver vatten- och avloppsledningsanläggningar i Sveriges städer etc. (1902)
- Stockholms nya vattenledningsverk vid Norsborg (1906)